# 대난투 스매시브라더스 X
《대난투 스매시브라더스 X》(일본어: 大乱闘スマッシュブラザーズ X, 영어: Super Smash Bros. Brawl)는 닌텐도의 유명한 캐릭터들이 등장하는 액션 게임이다.

## 기본 정보
이번 작품도 닌텐도 64 버전 (대난투 스매시브라더스)와 게임큐브 버전 (대난투 스매시브라더스 DX) 와 마찬가지로 닌텐도 캐릭터들이 싸우는 게임이 주를 이룬다. 솔리드 스네이크와 소닉 더 헤지혹이 게스트 참전하였고, 총 39명의 캐릭터와 25가지 개성 있는 스테이지가 등장한다. 또한 '어드벤처 모드 아공의 사자'(영어: Adventure Mode: The Subspace Emissary)가 선보여졌다.

### 역사
대난투 스매시브라더스 시리즈는 1999년에 닌텐도 64용 대난투 스매시브라더스로 시작했다. 그 후, 게임큐브용 대난투 스매시브라더스 DX가 2001년에 발매되었다. DX의 후속작, 대난투 스매시브라더스X는 일본에서 1월 31일, 2008년에 Wii전용으로 발매되었으며, 대한민국에서는 2010년 4월 29일 발매되었다.

## 캐릭터
모두 39종의 캐릭터로 플레이할 수 있으며 처음에는 25종으로 플레이 할 수 있다.
| 캐릭터명                                  | 등장하는 게임 시리즈           | 성우(일본어)                       | 성우(영어)                         | 성우(한국어)                       |
| ----------------------------------------- | ------------------------------ | ---------------------------------- | ---------------------------------- | ---------------------------------- |
| 마리오                                    | 슈퍼 마리오                    | 찰스 마티네이                      | 찰스 마티네이                      | 찰스 마티네이                      |
| 루이지                                    | 슈퍼 마리오                    | 찰스 마티네이                      | 찰스 마티네이                      | 찰스 마티네이                      |
| 피치                                      | 슈퍼 마리오                    | 서맨사 켈리                        | 서맨사 켈리                        | 서맨사 켈리                        |
| 쿠파                                      | 슈퍼 마리오                    | ※사운드 이펙트                     | ※사운드 이펙트                     | ※사운드 이펙트                     |
| 동키콩                                    | 동키콩 컨트리                  | ※사운드 이펙트                     | ※사운드 이펙트                     | ※사운드 이펙트                     |
| 디디콩                                    | 동키콩 컨트리                  | ※사운드 이펙트                     | ※사운드 이펙트                     | ※사운드 이펙트                     |
| 요시                                      | 요시 시리즈                    | 토타카 카즈미                      | 토타카 카즈미                      | 토타카 카즈미                      |
| 와리오                                    | 메이드 인 와리오               | 찰스 마티네이                      | 찰스 마티네이                      | 찰스 마티네이                      |
| 링크                                      | 젤다의 전설 황혼의 공주        | 사사누마 아키라                    | 사사누마 아키라                    | 사사누마 아키라                    |
| 젤다                                      | 젤다의 전설 황혼의 공주        | 미즈사와 쥰                        | 미즈사와 쥰                        | 미즈사와 쥰                        |
| 가논돌프                                  | 젤다의 전설 황혼의 공주        | 미야타 히로노리                    | 미야타 히로노리                    | 미야타 히로노리                    |
| 시크                                      | 젤다의 전설 시간의 오카리나    | 미즈사와 쥰                        | 미즈사와 쥰                        | 미즈사와 쥰                        |
| 툰링크                                    | 젤다의 전설 바람의 택트        | 마츠모토 사치                      | 마츠모토 사치                      | 마츠모토 사치                      |
| 사무스                                    | 메트로이드                     | ※사운드 이펙트                     | ※사운드 이펙트                     | ※사운드 이펙트                     |
| 제로 슈트 사무스                          | 메트로이드 제로 미션           | 알렉지아 글라이드웰                | 알렉지아 글라이드웰                | 알렉지아 글라이드웰                |
| 커비                                      | 별의 커비                      | 오모토 마키코                      | 오모토 마키코                      | 오모토 마키코                      |
| 메타 나이트                               | 별의 커비 꿈의 샘 이야기       | 키사이시 아츠시                    | 에릭 뉴섬                          | 에릭 뉴섬                          |
| 디디디 대왕                               | 별의 커비                      | 사쿠라이 마사히로                  | 사쿠라이 마사히로                  | 사쿠라이 마사히로                  |
| 폭스                                      | 스타폭스                       | 노지마 켄지                        | 짐 워커                            | 짐 워커                            |
| 팔코                                      | 스타폭스                       | 에가와 히사오                      | 덱스 맨리                          | 덱스 맨리                          |
| 울프                                      | 스타폭스                       | 오오바 마히토                      | 제이 워드                          | 제이 워드                          |
| 피카츄                                    | 포켓몬스터 적·녹               | 오타니 이쿠에                      | 오타니 이쿠에                      | 오타니 이쿠에                      |
| 푸린 (포켓몬)                             | 포켓몬스터 적·녹               | 카나이 미카                        | 레이첼 릴리스                      | 카나이 미카                        |
| 포켓몬 트레이너(이상해풀, 리자몽, 꼬부기) | 포켓몬스터 적·녹               | 한바 토모에                        | 미셸 노츠                          | 이선 (성우)                        |
| 루카리오                                  | 포켓몬스터DP 디아루가·펄기아   | 나미카와 다이스케                  | 빌 로저스                          | 신용우                             |
| 캡틴 팔콘                                 | F-ZERO                         | 호리카와 료                        | 호리카와 료                        | 호리카와 료                        |
| 네스                                      | 마더 2: 기그의 역습            | 오모토 마키코                      | 오모토 마키코                      | 오모토 마키코                      |
| 류카                                      | MOTHER3                        | 레니 미넬라                        | 레니 미넬라                        | 레니 미넬라                        |
| 얼음 타기                                 | 아이스 클라이머                | 코바야시 사나에                    | 코바야시 사나에                    | 코바야시 사나에                    |
| 마르스                                    | 파이어 엠블렘 암흑룡과 빛의 검 | 미도리카와 히카루                  | 미도리카와 히카루                  | 미도리카와 히카루                  |
| 아이크                                    | 파이어 엠블렘 창염의 궤적      | 하기 미치히코                      | 하기 미치히코                      | 하기 미치히코                      |
| Mr. 게임&워치                             | 게임 & 워치                    | ※사운드 이펙트                     | ※사운드 이펙트                     | ※사운드 이펙트                     |
| 피트                                      | 키드 이카루스                  | 타카야마 미나미                    | 레니 미넬라                        | 레니 미넬라                        |
| 피크민&올리마                             | 피크민                         | 없음(올리마)/하지메 와카이(피크민) | 없음(올리마)/하지메 와카이(피크민) | 없음(올리마)/하지메 와카이(피크민) |
| R.O.B.                                    | 패밀리 컴퓨터 로봇             | ※사운드 이펙트                     | ※사운드 이펙트                     | ※사운드 이펙트                     |
| 스네이크                                  | 메탈 기어                      | 오오츠카 아키오                    | 데이비드 헤이터                    | 데이비드 헤이터                    |
| 소닉                                      | 소닉 더 헤지혹                 | 카네마루 준이치                    | 제이슨 그리피스                    | 제이슨 그리피스                    |

## 평가
| 통합 점수      | 통합 점수           |
| 통합사         | 점수                |
| -------------- | ------------------- |
| 게임랭킹스     | 92.84% (78 reviews) |
| 메타크리틱     | 93/100 (81 reviews) |
| 평론 점수      |                     |
| 평론사         | 점수                |
| 1UP.com        | A                   |
| 에지           | 9 / 10              |
| 유로게이머     | 9 / 10              |
| 패미츠         | 40 / 40             |
| 게임스팟       | 9.5 / 10            |
| 게임트레일러스 | 9.4 / 10            |
| IGN            | 9.5 / 10            |
| 닌텐도 파워    | 10 / 10             |
| ONM            | 95%                 |
| NGamer         | 93%                 |

| 수상     | 수상               |
| 평론사   | 수상               |
| -------- | ------------------ |
| GameSpot | Best Fighting Game |